# 발터 하르처
발터 하르처(독일어: Walter Harzer, 1912년 9월 29일 ~ 1982년 5월 29일)는 제2차 세계 대전 당시 나치 독일군에서 복무한 무장 친위대 장교이다. 제9 SS 기갑 사단 호엔슈타우펜 사단장과 제4 SS 경찰 기갑척탄병 사단장을 역임했다. 무장 친위대 최후의 승리인 아른험 전투에서 전력이 피폐했던 휘하 호엔슈타우펜 사단을 이끌고 정예로 이름난 영국 제1 공수 사단을 괴멸시키는 데 지대한 공헌을 했다.

## 어린 시절
발터 하르처는 1912년 9월 29일 슈투트가르트-포이어바흐(Stuttgart-Feuerbach)에서 태어났다. 1933년 봄, SS에 가입해 뷔르템베르크 나치당 치안 부대(Politische Bereitschaft)에 배속되었고, 동년 10월에는 육군에 입대했다. 입대 후 제13 보병 연대에 배속되어 상병까지 진급했다. 1934년 3월, 23살이 된 하르처는 SS전투부대로 전속, 1936년 바트 퇼츠 SS 사관 학교를 출업했다. 사관 학교 졸업 후 보안방첩부 본부(SD-Hauptamt)에 배속되었고, 얼마 후에는 SS 도이칠란트 연대로 전속되었다.

## 대전 초기
SS 도이칠란트 연대에 배속된 하르처는 폴란드 침공전에 참가했고, 당시 공적으로 2급 철십자장을 수훈했다. 하지만 1939년 11월 1일, 동연대에서 SS 사관 학교로 전속되어 브라운슈바이크 SS 사관 학교 교관이 되었고, 얼마 후에는 라돌프첼 SS 부사관 학교(SS-Unterführerschule Radolfzell)로 전속되었다. 1941년 6월 12일 제4 SS 보병 연대 2대대장으로 발령이 나기 전까지 라돌프첼 SS 부사관 학교 교관으로 재직했다. 하르처는 제4 SS 보병 연대 2대대장으로 복무하면서 1급 철십자장을 수훈했다. 1942년 중순부터 1943년 4월 초까지 제57 기갑 군단 작전 장교로 근무했고, 이후 고급 참모 교육 과정을 수료하고 후에 제10 SS 기갑 사단 프룬츠베르크로 개편 및 개칭된 제10 SS 기갑척탄병 사단 작전 장교가 되었다.

## 호엔슈타우펜 사단
1943년 4월 10일, 하르처는 제9 SS 기갑척탄병 사단으로 전속되었다. (1943년 10월 23일 동사단은 제9 SS 기갑 사단 호엔슈타우펜으로 개편 및 개칭되었다.) 하르처는 호엔슈타우펜 사단과 19개월 동안 생사고락을 함께 했으며, 동사단이 완편 기갑 사단으로 변모하는 과정을 지켜보았다. 하르처는 타르노폴(Tarnopol) 구출전과 캉 공방전 당시 자신이 참모로서 뿐만 아니라 전투 지휘관으로서도 유능하다는 사실을 입증해 보였다. 1944년 8월 19일, 노르망디 전역 당시 보여준 뛰어난 지휘력으로 독일십자장 금장을 수훈했다. 노르망디 전역에서 만신창이가 된 호엔슈타우펜 사단에 재편성을 위해 네덜란드로 철수하라는 명령을 내려지면서 사단장 프리드리히 빌헬름 보크(Friedrich-Wilhelm Bock) SS상급대령 대신 사단 작전 참모 하르처가 사단장에 임명되었다.
1944년 9월 9일 아른험(Arnhem)에 도착한 사단은 대부분의 차량과 중장비를 재편성을 위해 독일 본토로 이동할 준비를 하고 있던 프룬츠베르크 사단에 인계했다. 그러나 1944년 9월 17일 일요일 연합군의 마켓가든 작전이 개시되었다. 하르처의 사단은 아른험에서 포위된-붉은 악마라는 별명으로 유명한-영국 1 공수 사단 분견대와 동사단 본대의 합류를 막기 위해 아른험 서쪽 지구에서 교전을 벌였고, 그로 인해 제1 공수 사단은 라인강을 도하하는 데 필요한 교두보 확보에 실패했다. 하르처 휘하 호엔슈타우펜 사단 잔존병들은 아른험 지구에 강하한 연합군 공수 부대를 격멸하는 데 가장 중요한 역할을 수행했고, 그 공적으로 하르처에게 9월 21일 기사십자장이 수여되었다.

## 종전
1944년 10월 10일, 호엔슈타우펜 사단을 떠난 하르처는 제5 SS 산악 군단 참모장이 되었고, 얼마 후인 1944년 11월 말에는 제4 SS 경찰 기갑척탄병 사단장으로 전속되었다. 1945년 5월 8일, 하르처는 사단 잔존병들과 함께 비텐베르게-렌첸(Wittenberge-Lenzen) 근방에서 미군에게 항복했다.
종전 후, 무장 친위대 퇴역군인 상조회(HIAG)에서 군사사 저술가로 활동했으며, 1982년 5월 29일 심장 발작으로 슈투트가르트에 있는 병원에서 사망했다.

## 개인 인적 사항
- 1941년 12월 21일 결혼해 자녀 하나를 두었다.
- 동생 프리츠 하르처(Fritz Harzer)는 국가사회주의자 기동 군단(NSKK) 상급대령을 역임했다.

## SS 시기의 경력

### 진급 내역
- 1931년 11월 1일 SS훈련병
- 1932년 2월 22일 SS이병
- 1933년 8월 25일 SS병장
- 1933년 12월 10일 SS하사
- 1934년 7월 1일 SS중사
- 1934년 12월 23일 SS상사
- 1935년 4월 25일 SS사관 후보생 (SS-Junker)
- 1936년 5월 5일 SS소위
- 1939년 1월 30일 SS중위
- 1940년 5월 16일 SS대위
- 1943년 4월 20일 SS소령
- 1944년 1월 30일 SS중령
- 1944년 11월 30일 SS대령
- 1945년 4월 20일 SS상급대령[1]

### 서훈 내역
- 1939년 2급 철십자장
- 1941년 1급 철십자장
- 1942년 보병 돌격장
- 1942년 동부 전선 종군장
- 1944년 독일십자장 금장
- 1944년 기사십자장

## 참고 문헌
※하기한 참고 문헌은 영어 위키백과 발터 하르처 항목의 참고 문헌입니다. 본문 또한 이를 번역한 것입니다.
- A Bridge Too Far: The Classic History of the Greatest Battle of World War II by Cornelius Ryan (Simon & Schuster; Reprint edition (May 1, 1995), ISBN 0-684-80330-5, ISBN 978-0-684-80330-2).
- The SS: Hitler's Instrument of Terror: The Full Story From Street Fighters to the Waffen-SS by Gordon Williamson (Motorbooks International, (March 1994), ISBN 0-87938-905-2, ISBN 978-0-87938-905-5).
- The Waffen-SS (2): 6. to 10. Divisions (Men-at-Arms) by Gordon Williamson (Osprey Publishing (March 25, 2004), ISBN 1-84176-590-2, ISBN 978-1-84176-590-7).